# Manlio Rocchetti
Pour les articles homonymes, voir Rocchetti.
Manlio Rocchetti né le 28 novembre 1943 à Rome et mort le 10 janvier 2017 à Miami, est un maquilleur de cinéma  italien.

## Biographie
La carrière de Manlio Rocchetti a débuté en 1960 et a continuellement travaillé sur le maquillage jusqu'en 2012. Il a souvent travaillé avec Martin Scorsese.
Il a remporté un Academy Award en 1989 pour le Meilleur Maquillage pour le film Driving Miss Daisy, qu'il a partagé avec Lynn Barber et Kevin Haney.
Il a également remporté un Emmy pour le maquillage dans Lonesome Dove.